# Persicaria hirsuta
Persicaria hirsuta là một loài thực vật có hoa trong họ Rau răm. Loài này được (Walter) Small mô tả khoa học đầu tiên năm 1903.